# Svarttjärnen (Arvidsjaurs socken, Lappland, 728725-163687)
Svarttjärnen är en sjö i Arvidsjaurs kommun i Lappland och ingår i Byskeälvens huvudavrinningsområde.